# Экспедиция Брэддока
Экспедиция Брэддока (Braddock Expedition), также называемая «кампанией Брэддока» или, что более часто, «поражением Брэддока» — военная экспедиция британской армии, организованная летом 1755 года с целью захвата французского форта Дюкен. Экспедиция была частью Франко—индейской войны и была запланирована в ответ на нападение французской армии на форт Несессити в июле 1754 года. Отряд Эдварда Брэддока был собран в Александрии, проследовал через Уинчестер в форт Камберленд, откуда начал наступление через лес к форту Дюкен, но на подходе к нему был атакован французами и их индейскими союзниками на берегу реки Мононгахила. В сражении при Мононгахиле 9 июля 1755 года британская армия понесла тяжёлые потери, а генерал Брэддок получил смертельное ранение. Поражение Брэддока стало серьёзным ударом для англичан на ранних этапах войны с Францией и было названо одним из самых катастрофических поражений для англичан в XVIII веке. В экспедиции принимали участие знаменитые впоследствии генералы Джордж Вашингтон, Томас Гейдж, Чарльз Ли и Горацио Гейтс.

## Предыстория
Война за австрийское наследство на североамериканском континенте завершилась Ахенским мирным договором 18 октября 1748 года, но вопрос о принадлежности Долины Огайо оставался открытым. В 1749 году маркиз де Галиссоньер отправил в долину реки Огайо миссию Пьер-Жозефа Селорона де Бленвиля, который призвал индейские племена присоединиться к Франции для борьбы против англичан. В 1752 году губернатором Новой Франции стал маркиз Дюкен, который в 1753 году приказал построить несколько фортов на реке Аллегейни. В частности, было приказано возвести форт на слиянии рек Аллегейни и Мононгахила, но эпидемия в армии помешала этому. Власти колонии Вирджиния опасались, что если французы двинутся на юг, то полностью отрежут британским торговцам доступ в долину Огайо. Губернатор отправил Джорджа Вашингтона в экспедицию в Огайо, чтобы потребовать от французов прекратить посягательства на земли, принадлежащие английскому королю. Миссия Вашингтона показала, что французы действительно намерены продвигаться в долину Огайо, поэтому губернатор немедленно приказал начать строительство форта на реке Мононгахиле, а в апреле 1754 года на усиление форта был направлен отряд из 120 человек под командованием Вашингтона. Но отряд не успел достичь форта: 17 апреля французский отряд под командованием Клода-Пьера Пекоди Контрекёра вышел к недостроенному форту, обнаружив там всего 40 вирджинцев под командованием Энсина Уорда. Уорд сдался, и французы начали строить свой собственный форт, который назвали Форт Дюкен, в честь губернатора.
Вашингтон решил остановить марш к Мононгахиле, занять позицию поближе к противнику и дожидаться подкреплений. Он успел дойти до местности Грейт-Медоуз, когда стало известно, что французские отряды уже находятся поблизости. 28 мая Вашингтон выследил и атаковал французский отряд. В ходе столкновения, известного как Стычка у Грейт-Медоуз или Жумонвильский инцидент, около 10 французов было убито и 21 взят в плен. Погиб командир отряда, Жозеф-Колон де Жумонвиль. Французские офицеры заявили, что были посольством, но Вашингтон не поверил им и отправил под конвоем в Уинчестер. Одновременно Вашингтон начал укреплять свой лагерь, и в итоге появилось укрепление, известное как Форт Несессити. 4 июля 1754 года крупный французский отряд подошёл в форту и после сражения у форта Несессити Вашингтон капитулировал.

### Подготовка экспедиции
В марте 1754 года премьер-министром Великобритании стал Томас Пелэм-Холлс, 1-й герцог Ньюкасл. Новости о нападении на форт Несессити достигли Англии в августе и сразу привлекли всеобщее внимание. Герцог Камберленд, главнокомандующий британской армией, объявил, что нельзя уступить врагу и фута американской земли. Правительство назначило Горацио Шарпа главнокомандующим армией в американских колониях. Первоначально правительство хотело решить проблему с минимальными затратами: предполагалось, что Шарп сможет захватить форт Дюкен только силами мэрилендского ополчения. Для этих целей в первую очередь необходимо было создать базу в Уиллс-Крик. В ноябре 1754 года Шарп прибыл туда, ужаснулся состоянию существующих укреплений, и распорядился построить новый форт в другом, более удобном месте. Была улучшена дорога на Уинчестер и предприняты меры по организации снабжения, но возникла проблема с финансированием: соседние колонии отказались выделять деньги на этот проект. Отказалась даже Пенсильвания, ссылаясь на то, что форт Дюкен находится вне её границ.
Однако в дело вмешался король Георг II: он посоветовал правительству выслушать рекомендации герцога Камберленда, а тот предложил начать боевые действия против форта Дюкен, форта Босежур и форта Ниагара, отправив для этих целей два полка регулярной армии, а Джорджа Кеппеля назначить вице-королём колоний для общего руководства. Король не дал согласия на назначение вице-короля, предложив взамен назначить главнокомандующего из офицеров регулярной армии. Вместо английских полков он велел послать в колонии ирландские, а в остальном план Камберленда был утверждён (это решение аннулировало назначение Шарпа). 22 сентября 1754 года произошла встреча Ньюкасла, Камберленда, лорда-казначея и адмирала Джорджа Ансона, где обсуждался план Камберленда. Главнокомандующим в колонии Камберленд был назначен Эдвард Брэддок, который долго прослужил в Колдстримской Гвардии, а в 1754 году стал полковником 14-го пехотного полка, размещённого в Гибралтаре. Назначение Брэддока в Америку было датировано 24-м сентября.
Для войны в Америке были выбраны 44-й пехотный полк под командованием Питера Хэлкетта и 48-й пехотный полк под командованием Томаса Данбара. Полкам была придана рота артиллерии, а 9 октября Огастус Кеппель был назначен коммодором и ответственным за морскую поддержку войны. Проблема состояла в том, что Якобитские восстания ещё не утихли, правительство видело в каждом шотландце сторонника Стюартов, а полковники Хэлкет и Данбар были шотландцами. По этой причине Брэддок с самого начала относился к ним с подозрением и не допускал их в своё ближнее окружение. Полковник Брэддок был вызван из Марселя, прибыл в Лондон 17 ноября, и 24 ноября Камберленд выдал ему устные и письменные инструкции.
Инструкции Камберленда не давали Брэддоку свободы стратегических решений: он должен был привести два полка в Уиллс-Крик, оттуда идти к форту Дюкен и взять его. После этого должны были быть взяты форты Ниагара, Кроун-Пойнт и форт Босежур. Этот план отвечал в основном интересам Огайской компании; лорд Галифакс обращал внимание, что если сначала взять форт Ниагара, то французы сами оставят форт Дюкен, и то же самое утверждал Вашингтон в письме 14 мая 1755 года, которое он написал, но не отправил. Но Огайской компании было выгодно наступление на форт Дюкен, поскольку в этом случае армии пришлось бы строить дорогу, которой компания могла бы воспользоваться в будущем.

### Состояние британских полков

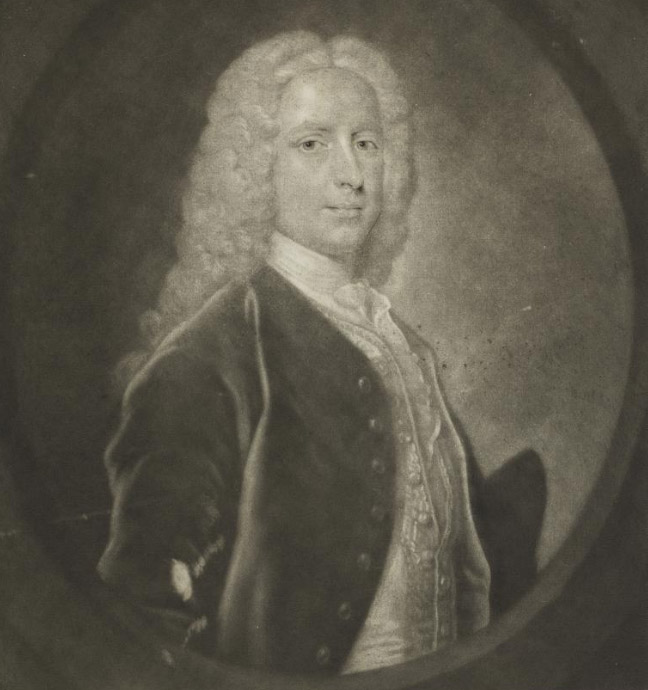
Полковник Питер Хэлкетт

К середине XVIII века британский полк состоял из 10 рот и должен был насчитывать 800—1000 рядовых и офицеров. На содержание полка выделялось 35£ в день и 1000£ в месяц. Оба полка, выбранные для экспедиции (44-й и 48-й), были сформированы в 1741 году для войны с Испанией и нумеровались сначала как 55-й и 59-й. Когда началось Второе якобитское восстание, оба полка находились в Шотландии и проявили себя по-разному: 44-й полк был разбит горцами в сражении при Престонпансе, его офицеры попали в плен и на весь полк легло пятно позора. В то же время 48-й хорошо проявил себя в сражении при Фолкирк-Муре, участвовал в сражении при Куллодене и сражении при Лауфельде и заслужил хорошую репутацию. По окончании войны за австрийское наследство новонабранные полки было приказано расформировать, но Камберленд спас 48-й полк, переведя его в Ирландию, где он всё равно сократился втрое. В то же время, последующие военные реформы Камберленда не коснулись этого полка, который теперь был вне его юрисдикции. В итоге 44-й был изначально слабым полком, а 48-й был ослаблен после 1747 года.
Чтобы довести численность полков до нужного уровня, в них перебросили подразделения из других полков: 100 человек из 20-го пехотного, 100 человек из полка Бакланда в Солсбери, 78 человек из 28-го пехотного, а также некоторое количество из 10-го пехотного и 26-го пехотного. При этом каждый полк отдавал наименее ценных своих людей. В итоге в руках Брэддока оказался отряд, наполовину состоящий из новобранцев, а наполовину из солдат самых слабых полков, усиленных наименее ценными частями других полков. Их уровень дисциплины был невысок, и она могла ухудшиться в кризисной ситуации.
В 44-м пехотном полку в тот год служил в звании лейтенанта Чарльз Ли.
Полки Брэддока были вооружены гладкоствольным кремнёвым мушкетом Long Land Pattern Musket длиной 62 дюйма (1,59 м), который имел калибр .75 и стрелял свинцовой пулей примерно калибра .69, которая была эффективна на дистанции около 100 метров. В 1760-х годах мушкет стал известен как Brown Bess. По полкам Брэддока были распределены 1400 новых мушкетов этого типа, поэтому у регулярных частей не должно было быть проблем с изношенностью оружия, хотя отдельные приданные роты могли иметь старые мушкеты плохого качества. Качество пороха могло быть очень различным: известно, что в 1757 году 44-й полк будет использовать патроны, изготовленные в 1754 году.

### Брэддок в Вирджинии
30 ноября Брэддок покинул Лондон, прибыл в Портсмут, откуда на корабле HMS Centurion отправился в ирландский Корк. Но зимние шторма задержали сбор флота, поэтому Брэддок вернулся в Англию, откуда 21 декабря отплыл в Вирджинию. 20 декабря 1755 года флотилия Кеппеля (Centurion, Norvich и Syren) с Брэддоком на борту прибыла в вирджинский Хэмптон. Основной флот (15 кораблей) покинул Корк 14 января. Первые суда прибыли в Хэмптон 2 марта, а последние только в середине месяца. Плавание прошло без последствий, и всего один человек умер в пути. Основная часть флота сразу отправилась в Александрию, которая должна была стать основной базой экспедиции.
Ещё до Брэддока в колонии прибыл подполковник Сенклер, который совершил инспекционный тур в Уиллс-Крик (где уже был построен форт Камберленд), и оттуда поручил губернатору Пенсильвании заняться постройкой дороги из форта на запад (что губернатор не смог сделать из-за отсутствия средств). Изучив обстановку в Уиллс-Крик, Сенклер спустился по реке Потомак на каноэ до Александрии, откуда направился на встречу с Брэддоком. Тот же отправился в Уильямсберг на встречу с губернатором Робертом Динвидди. Тот обещал ему повозки, продовольствие и помощь индейцев. Коммодор Кеппель обещал два орудия для обстрела форта Дюкен и отряд моряков для их обслуживания. «Всё предвещало успех, — вспоминал адъютант Брэддока, капитан Орм, — провизия, индейцы, повозки, всё это было готово, во всяком случае, так это было по уверениям вирджинских властей». Брэддок отправился в Александрию проинспектировать лагерь. Там уже находились новобранцы, которых сразу отправили в Уинчестер.

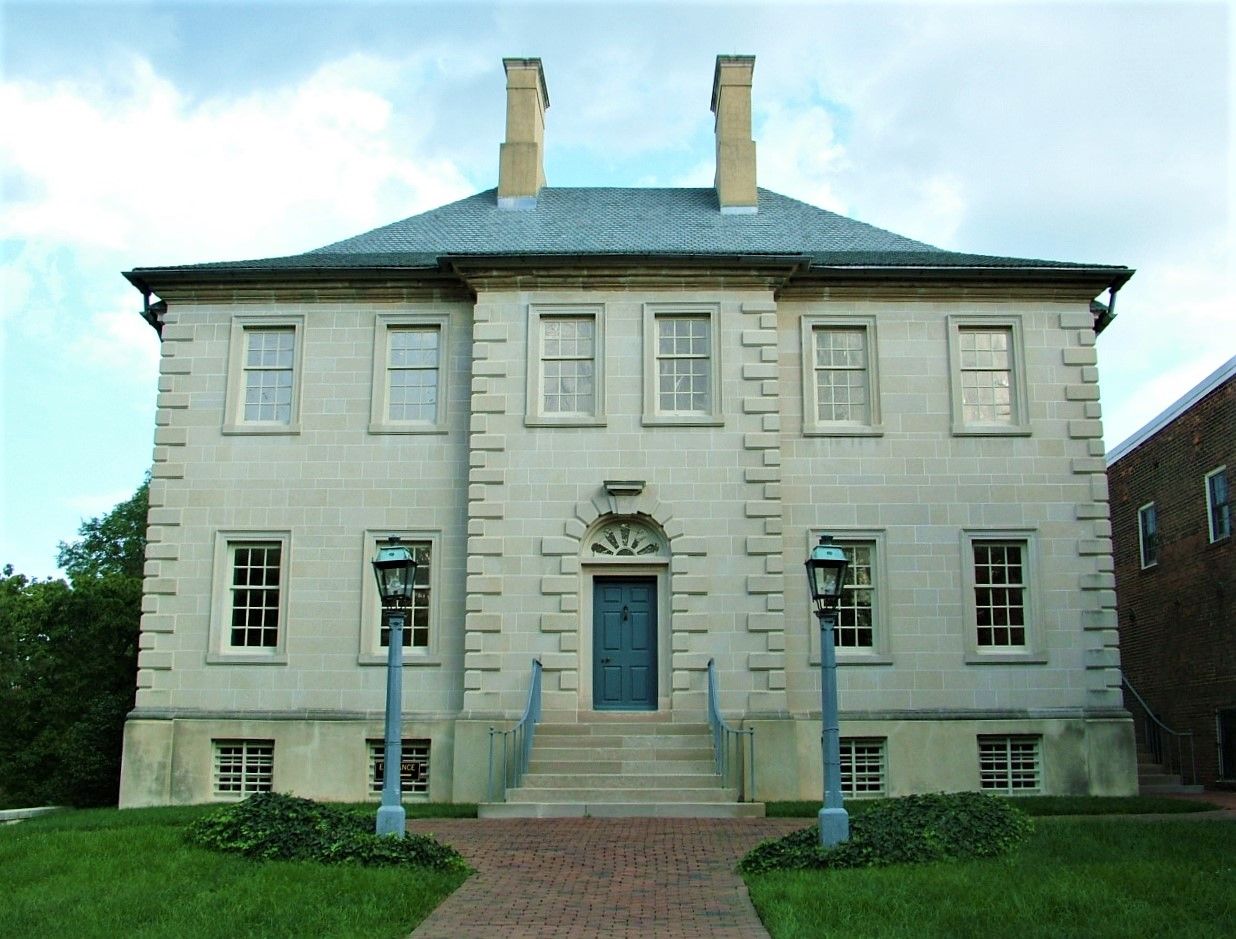
Дом Джона Карлайла, штаб Брэддока в Александрии

В это время Джордж Вашингтон уже покинул военную службу и жил в своём поместье Маунт-Вернон около Александрии. Военные приготовления привлекли его внимание, и он захотел присоединиться к экспедиции. Он не стал ни о чём его просить, но отправил письмо с поздравлением по случаю прибытия в Америку, чтобы Брэддок узнал о его существовании. Брэддок уже имел хорошие отзывы о Вашингтоне от губернатора, поэтому через капитана Орма пригласил Вашингтона принять участие в экспедиции в качестве штабного офицера-добровольца. Письмо Орма от 2 марта Вашингтон получил 14 марта. Когда Вашингтон явился в Александрию, там уже собрались на переговоры губернаторы Пенсильвании (Моррис), Массачусетса (Ширли), Нью-Йорка (Деланси) и Мэриленда (Шарп), и Брэддок представил Вашингтона губернаторам. 14 апреля прошло совещание с обсуждением кампании. Было решено, что одновременно с наступлением Брэддока губернаторы организуют нападения на французские форты на других направлениях.
20 апреля Брэддок покинул Александрию и направился во Фредерик. Считается, что он переправился через Потомак и высадился на берег Мэриленда у скалы, которая долгое время называлась Скала Брэддока (Braddock’s Rock). Впоследствии весь камень был использован для строительных целей (в частности для постройки Белого Дома и Капитолия) и скала перестала существовать. Из последних камней был сложен колодец, который теперь считается историческим памятником.
Вашингтон задержался на несколько дней, чтобы завершить свои дела, и нагнал Брэддока во Фредерике 1 мая. Здесь Брэддок официально назначил его адъютантом. Во Фредерике Брэддока встретил Бенджамин Франклин, которого прислала Ассамблея Пенсильвании. Впоследствии Франклин писал, что генерал был уверен в успехе кампании. Он полагал, что возьмёт форт Дюкен за три дня, и сразу отправится к форту Ниагара. Франклин осторожно выразил свои сомнения: он согласился с тем, что форт долго не устоит, но опасался, что индейцы будут нападать на англичан на пути к форту. Но Брэддок только улыбнулся и ответил, что индейцы могут быть опасны для колонистов, но не для регулярной армии.

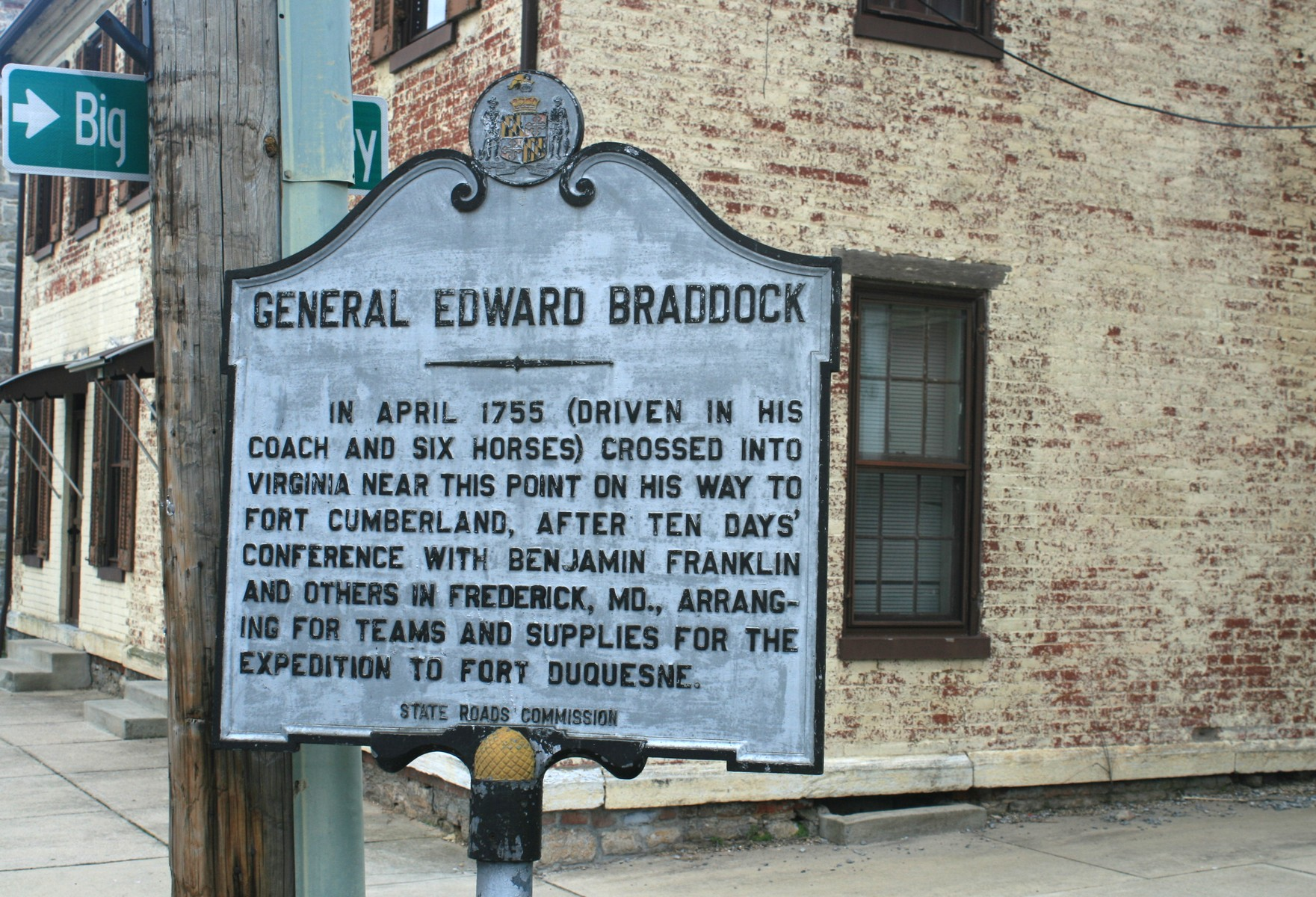
Маркер на пути Брэддока в Шарпсберге

2 мая Брэддок покинул Фредерик, перешёл Южные Горы по ущелью Фокса, повернул на юг, проехал Шарпсберг, переправился через Потомак на пароме Томаса Сверингена, проехал Шефердстаун и 3 мая прибыл в Уинчестер. Здесь он несколько дней ждал прибытия артиллерийского обоза. Так как артиллерия столкнулась с большими трудностями при переходе Голубого Хребта, то Брэддок решил оставить в Уинчестере четыре 12-фунтовых орудия. Обоз прибыл в Уинчестер 7 мая, а 8 мая Брэддок со штабом отправился в Форт Камберленд.
Между тем 44-й пехотный выступил из Александрии ещё 11 апреля и провёл первую ночь у Фэрфакса, затем проследовал мимо Лисберга, перешёл Голубой хребет по ущелью Кис-Гэп, перешёл реку Шенандоа, миновал место современного Чарльзтауна и вышел на Большую Пенсильванскую Вагонную дорогу. 48-й выступил только 14 апреля и провёл первую ночь около Роквилла, а затем продолжил марш и, несмотря на сильный снегопад, 17 апреля пришёл во Фредерик. Полк встал на северной окраине города, который в то время, по воспоминаниям участников похода, насчитывал всего 200 домов. Простояв в городе две недели, 48-й начал марш на запад 29 апреля, перешёл Южные горы по ущелью Фокса и проследовал примерно до современного Уильямспорта. 1 мая полк перешёл Потомак и направился на юг по Большой Пенсильванской Вагонной Дороге. 3 мая полк подошёл к Уинчестеру на 5 миль, свернул на запад и встал лагерем у дома вдовы Бэррингера.
От Уинчестера до форта Камберленд 44-й и 48-й шли в разное время, но по одной и той же дороге. Подробности марша 44-го полка неизвестны из-за пробелов в штабных документах, поэтому мы знаем только темпы продвижения 48-го полка. 4 мая полк Данбара прошёл 9 миль до дома Потса и основал там лагерь Поттс-Кэмп, затем 5 мая 16 миль через хребты Хантинг-Ридж и Тимбер-Ридж до дома Генри Энока на реке Какапун (сейчас Форкс-оф-Какапун), а 6 мая полк отдыхал от марша и чинил снаряжение. 7 мая полк прошёл 12 миль по сложной горной местности через хребет Спринг-Гэм-Маунтин и встал лагерем на плантации Кокса (плантации Френда, Исаака и Габриэля Коксов), 8 мая переправился через Потомак на плотах, построенных вирджинцами роты Полсона, повернул на запад и встал лагерем на плантации Томаса Кресапа, известной как Олдтаун. Наконец, 10 мая в 14:00 полк прибыл в Уиллс-Крик (Форт Камберленд) и был встречен приветственными залпами 17-ти орудий. За час до прибытия в форт полковник Данбар сделал остановку и объявил, что в форте будет много индейцев, они друзья англичан, и их категорически запрещено беспокоить. Всего полк прошёл 174 мили от Александрии.

## Брэддок в форте Камберленд
Армия Брэддока простояла в форте Камберленд около двух недель. За это время требовалось в первую очередь закончить тренировку новобранцев, которыми были пополнены регулярные полки. Когда новобранцы пришли в Александрию, у них не было достаточного времени на тренировку, и их обучили некоему минимуму, достаточному, чтобы они смогли пройти маршем до форта Камберленд. Теперь их требовалось обучить тому, что необходимо пехоте для участия в сражении. В то же время в форт прибывали обозы с продовольствием и снаряжением: их надо было проверить, принять или отклонить, и затем распределить по складам. Одновременно Сенклер исследовал и инспектировал дорогу, которая шла от форта к берегам Мононгахилы. Вашингтон с отрядом проходил там годом ранее, но его отряд был очень небольшим и использовал поклажных лошадей. Теперь по этому же пути предстояло пройти крупной армии с обозом (190 повозок с примерно 190 тоннами грузов).

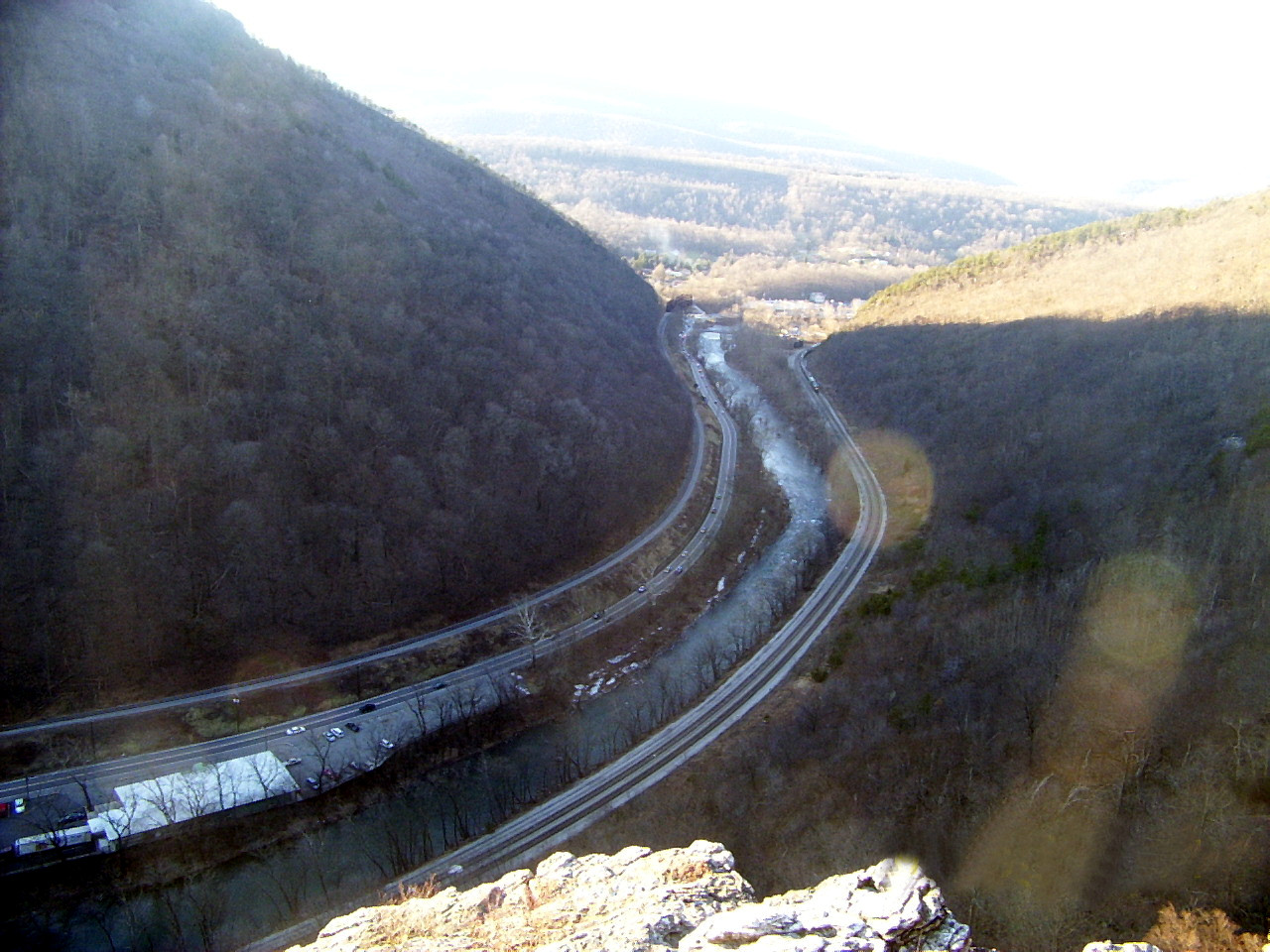
Ущелье Камберленд-Нарроуз и река Уиллс-Крик

Первым подразделением, выступившим на запад, стал отряд в 300 строителей под командованием майора Рассела Чапмана, которым было поручено проложить дорогу через горы. Они начали работу 29 мая, но сразу же столкнулись с непреодолимыми трудностями. Старая дорога шла через горы Уиллс-Маунтин на юго-запад от форта Камберленд, и именно ею пользовались Вашингтон и Кристофер Джист в 1753 и 1754 годах. Склоны гор были здесь так круты, что строителям не удалось сделать дорогу проходимой для тяжёлых повозок. Брэддок лично изучил дорогу, убедился в её непроходимости и велел увеличить количество рабочих. Однако 2 июня лейтенант морского департамента Спендлоу (Spendlow или Spendelowe) с корабля HMS Centurion исследовал ущелье Камберленд-Нарроуз и нашёл способ пройти горы более простым путём, хотя ни Вашингтон, ни Джист в своё время не обнаружили этого маршрута. Спендлоу предложил пройти по реке Уиллс-Крик, потом через Камберленд-Нарроуз, потом повернуть на юг и, пройдя вверх по реке, известной сейчас как Брэддокс-Ран, выйти снова на старую дорогу. Дополнительная разведка подтвердила донесение Спендлоу, поэтому все рабочие были направлены на этот новый участок.
К 6 июня строительному отряду удалось улучшить дорогу до местечка Литл-Медоуз, и расчистить там пространство для промежуточного лагеря.

## Реакция французского командования

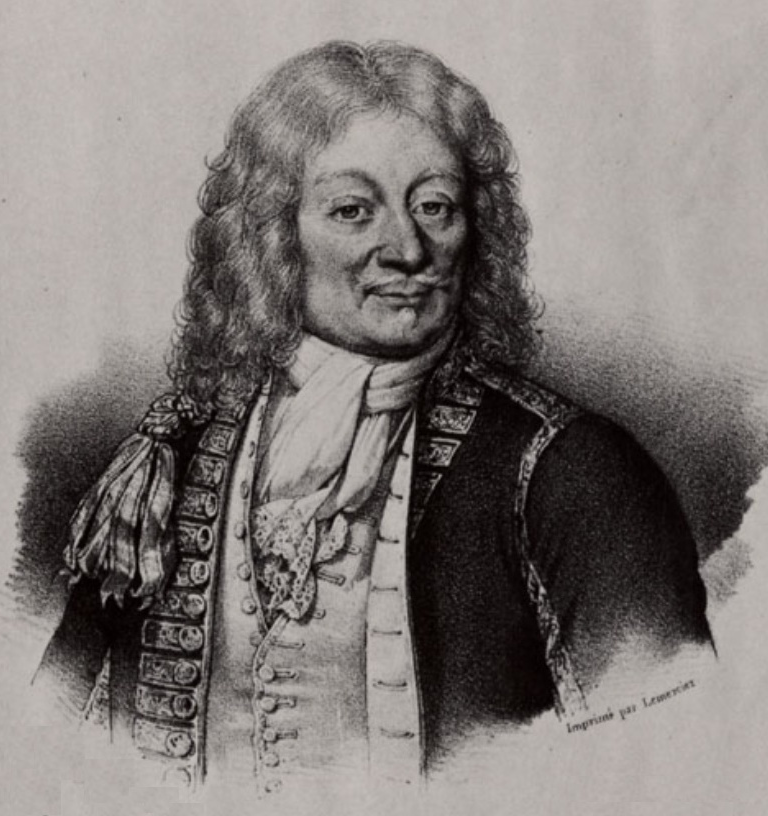
Маркиз Дюкен, губернатор новой Франции

Французы заняли стрелку на слиянии Мононгахилы и Аллегейни в апреле 1754 года, и начали строить форт, на что у них ушёл почти год. Укреплением командовал маркиз де Контрекёр, который 23 мая 1755 года сообщил маркизу Дюкену, что строительство форта близко к завершению. Но Контрекёр чувствовал неуверенность и упадок сил и просил Дюкена сменить его на этом посту. Его форт был слишком мал, плохо обеспечен продовольствием, и не смог бы выдержать осады. Маркиз Дюкен не верил, что форту угрожает какая-то опасность. В апреле он писал Контрекёру: «Я не поверю, что форт Дюкен осаждён, пока вы не сообщите мне, что англичане вырыли первую траншею… Советую вам так же расслабиться, поскольку англичане на этом континенте ещё не научились искусству осадной войны». И Дюкен и Контрекёр не верили, что англичане смогут перевезти через Аппалачи орудия такого калибра, который позволит повредить стены форта. Дюкену доносили о британских приготовлениях, но он не воспринял это всерьёз.
Несмотря на эти сомнения, Дюкен предпринял энергичные меры по усилению форта и по поиску индейских союзников. Ранней весной он убедил канадских ирокезов принять участие в войне в Огайо. Он собрал большой конвой с орудиями, порохом и продовольствием, который поручил капитану Даниелю де Божо. Этот конвой вышел из Монреаля 23 апреля 1755 года, но ему предстояло совершить трудный проход вверх по реке Святого Лаврентия, пересечь опасное озеро Онтарио, перетащить волоком лодки у форта Ниагара, а затем добраться горами и лесом до самого форта Дюкен. Историк Дэвид Престон сравнивал экспедицию Де Божо с экспедицией Брэддока по уровню сложности, и писал, что в историографии обычно недооценивают трудности переброски французских подкреплений из Монреаля в форт Дюкен. Де Божо смог прибыть в форт только 27 июня, сам конвой прибыл 2 июля, а отдельные подразделения подходили ещё несколько дней.

## Марш на форт Дюкен

Наступление Брэддока на форт Дюкен

7 июня дорога была закончена и, несмотря на ливень, передовые части под командованием Хэллкета начали марш. Этот отряд при 100 повозках следовал по новой дороге, проложенной Спендлоу, и при этом ему пришлось четыре раза пересекать Уиллс-Крик. Отряд к ночи прошёл 5 миль и встал лагерем в месте, известном как Спендлоус-Кэмп. Здесь Хэлкетту пришлось 5 дней дожидаться остальной армии.
8 июня начал марш подполковник Бёртон с артиллерией и обозами. Данбар командовал замыкающими частями и начал марш только 10 июня. В тот же день Бёртон сообщил Брэддоку, что обоз прошёл за два дня пять миль, а дорога впереди будет ещё хуже, и лошади просто не справятся. Тогда Брэддок собрал офицеров (вероятно, в Спендлоус-Кэмп) и попросил их отправить назад весь лишний багаж и выделить армии сколько-нибудь своих лошадей. Офицеры согласились; штаб собрал 20 лошадей, а армейские офицеры 80. Эти лошади были переданы в обоз под поклажу для облегчения повозок. Но и это не помогло, поэтому 11 июня было решено отправить назад два 6-фунтовых орудия, каждое весом 1300—1500 фунтов (600—700 килограмм) и часть боеприпасов. Так освободили 20 повозок и распределили груз по ним. 11 и 12 июня ушли на перераспределение груза. Но и при таких мерах передовые подразделения 13 июня прошли не более 5 миль.
14 июня люди и лошади были так измотаны, что Брэддок был вынужден на целый день встать лагерем в месте, известном как Плантация Мартина (около современного Фростберга). Теперь колонне предстояло одолеть самый трудный участок пути, гору Биг-Сэвидж-Маунтин. Отряд Хэлкэтта выступил 15 июня в 05:00, но склоны горы были так круты, что лошади не могли тянуть повозки без помощи человека. Половине всего отряда пришлось отложить ружья и помогать вагонерам. После восхождения на седловину горы, обоз пришлось с ещё большими трудностями спускать по западному склону. Три повозки сорвались и разбились на спуске, и ещё несколько были повреждены. Только чудом (по выражению Дэвида Престона) Хэлкетту удалось в тот день пройти 5 миль.
Одолев гору, отряд оказался в местности, известной как «Тени Смерти», в мрачном лесу, через который шла очень узкая дорога. Затем отряд миновал болота, и оказался в том месте Литл-Медоуз, куда ещё 29 мая был отправлен Сенклер с заданием основать базу и укрепления. Сенклер прибыл туда 5 июня, пройдя 20 миль за 8 дней, основал лагерь и окружил его засекой. Хэлкэтт пришёл в лагерь 16 июня, а Данбар только 17 июня..

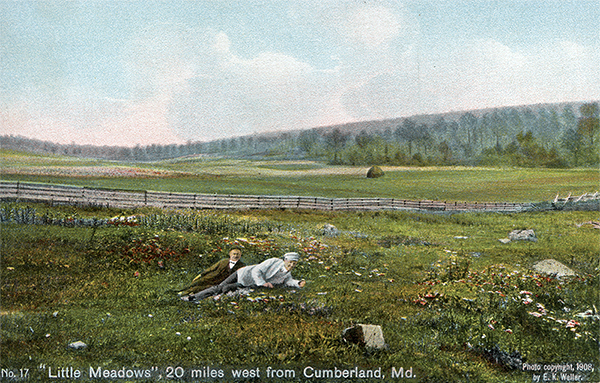
Литл-Медоуз, фото 1909 года

16 июня Брэддок осознал, что его армия выступила из форта Камберленд 7 июня и за 10 дней прошла 22 мили, то есть проходила в среднем чуть более двух миль в день, и если так будет продолжаться дальше, то армия потеряет слишком много времени, и французы успеют перебросить в форт подкрепления. В тот же день он вызвал к себе Вашингтона и спросил его мнения о том, что стоит делать дальше. Вашингтон очень плохо себя чувствовал, но уверенно изложил свои соображения (вероятно уже заранее имея в голове этот план): он сомневался, что французы успеют быстро прислать подкрепления, ввиду засухи и низкой воды в реках. Если сформировать лёгкое подразделение и ускоренно отправить его к форту, то можно успеть захватить его до подхода подкреплений. Основная же колонна с обозами сможет медленно следовать своим путём, не опасаясь нападений. Этот план понравился Брэддоку. Он только что получил донесение от капитана Джона Брэдстрита из форта Освего, который сообщал о проходе французского конвоя на озере Онтарио. Эта новость, возможно, заставила Брэддока ускориться.
17 июня Брэддок обсудил этот план с Сенклером, Хэлкеттом и Данбаром. Об этом совете мы знаем только из письма Вашингтона. Данбар и Сенклер потом писали, что Брэддок просто выдал им соответствующий приказ.
Так или иначе, было решено сформировать передовой лёгкий отряд численностью 1300 человек при 30-ти повозках и поручить командование Хэлкетту. В этот отряд вошло 900 рядовых и офицеров из ветеранского состава 44-го и 48-го полков, Нью-Йоркская рота Горацио Гейтса, и вирджинские роты Полсона, Ла Перони и Уагоннера, а также отряд лёгкой кавалерии Роберта Стюарта. У отряда было с собой 4 гаубицы, 4 12-фунтовых орудия и два 6-фунтовых, по 100 мушкетных пуль и порох к ним на солдата, и подарки для индейцев. Брэддок взял только по 50 выстрелов на гаубицу, что говорит о том, что он не рассчитывал на долгую осаду. Он также взял с собой запас провизии на 35 дней.
Перейдя Аппалачи, Брэддок оказался на территории, на которую непосредственно претендовали французы. Командование форта Дюкен примерно с 7 июня знало о наступлении англичан и выслало им навстречу отряд индейцев. 18 июня авангард передовой английской колонны под командованием Гейджа выступил из лагеря в Литл-Медоуз. Авангард состоял из роты Гейтса, двух вирджинских рот и двух регулярных рот. 19 июня из лагеря выступил сам Брэддок с передовой колонной. Авангард шёл под прикрытием индейского отряда Монакатусы, и поднимался на вершину горы, известной впоследствии как Негритянская гора, когда был атакован индейцами. Атака была отбита и Гейдж занял вершину горы, но в ходе атаки в плен попал сам Монакатуса. Французские офицеры привязали его к дереву и предложили ирокезам казнить его, но те отказались. Позже выяснилось, что они расспросили его о количестве англичан и наличии у них артиллерии. Французы говорили им, что англичане не смогут перетащить орудия через гору, но Монакатуса утверждал, что орудия при армии есть.
После этого столкновения отряд Брэддока спустился по крутому западному склону Негритянской горы и прошёл 7 миль по долине реки Паззл-Ран, до места, известного как Медвежий лагерь. Вашингтон, который из-за болезни находился в обозе, потом писал, что англичане наступали слишком медленно, но он, вероятно, не учёл трудности, связанные с транспортировкой орудий через Негритянскую гору и не знал о столкновении с индейцами. Здоровье самого Вашингтона так ухудшилось, что Брэддок оставил его в Медвежьем лагере.

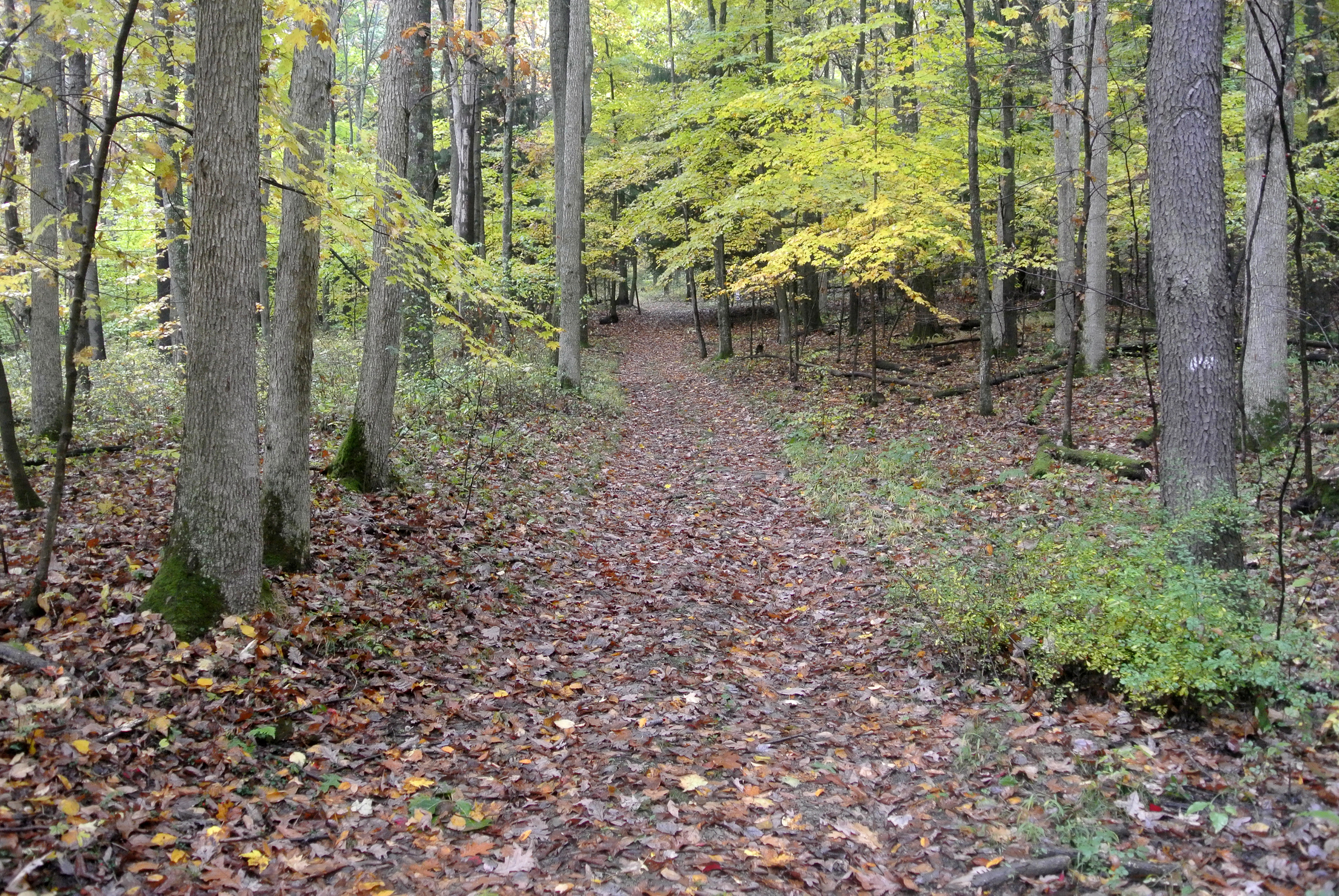
Дорога Брэддока возле форта Несессити

20 июня колонна продолжила марш, но остановилась на два дня, поскольку строителям пришлось прорубать серпантин в крутом склоне хребта Уиндинг-Ридж. В итоге колонна только 23 июня подошла по реке Брэддок-Ран к переправе через реку Йокогейни. Здесь в лагерь пришли несколько индейцев племени мохоков, которые рассказали, что форт Дюкен ещё не получил подкреплений, но они ожидаются, что в форте мало продовольствия, и что низкий уровень воды в реке Френч-Крик мешает французам перебрасывать подкрепления. 24 июня Брэддок перешёл Йокогейни у Грейт-Кроссинг, где она, по оценке Орма, имела 100 метров ширины и 1 метр глубины. 25 июня колонна приближалась к плантации Джиста. В этот день три англичанина были убиты индейцами. В тот же день отряд прошёл мимо руин форта Несессити, где ещё видны были кости погибших здесь в прошлом году англичан. Офицерам колонны Брэддока казалось, что именно здесь последуют нападения, но марш проходил без помех. Враждебно настроенные индейцы находились поблизости, но не решались напасть. Ближе к ночи отряд Жоффруа де Норманвиля попробовал подкрасться к лагерю, но был обстрелян часовыми.
26 июня колонне предстояло перейти сложный хребет Чеснат-Ридж, и удалось пройти всего 3,5 мили. Поднявшись к вечеру на вершину хребта, англичане обнаружили только что покинутый французский лагерь. Французам так и не удалось нанести противнику существенного урона. Контрекёр потом писал в отчёте, что у Брэддока было так хорошо поставлено охранение, что все попытки нападений оказались бесполезными. Впоследствии исследователи писали, что постоянная угроза нападения изматывала англичан, но Дэвид Престон утверждал, что, согласно воспоминаниям, англичане чувствовали всё большую уверенность в себе, отбивая индейские нападения и замечая, что противник не решается вступать в бой. Когда вечером 26 июня отряд встал лагерем в Рок-Кэмп, самая трудная, горная, часть маршрута была уже позади.
27 июня колонна стала спускаться с хребта в долину и в этот день прошла мимо того места, где Вашингтон столкнулся с отрядом Жуминвиля год назад. Пройдя 8 миль, отряд встал на ночёвку на месте бывшей Плантации Джиста. 28 июня колонна попала под сильный дождь, который испортил часть запасов муки. В конце дня колонна встала лагерем у Стюартс-Кроссинг, второй переправы через реку Йокогейни, которая здесь имела около 200 метров ширины и около 1 метра глубины. В этом лагере отряд простоял всё 29-е число, а 30 июня перешёл реку. Французы снова не оказали никакого сопротивления. В тот день колонна прошла всего 2 мили, вероятно, из-за грязи, образовавшейся после дождя. Следуя без помех 1-го и 2-го июня, колонна пришла к Хижине Джэкобса.
3 июля Брэддок собрал военный совет, чтобы обсудить предложение Сенклера, который советовал основать базу и дождаться колонны Данбара. Совет это предложение отклонил: Данбару потребовалось бы две недели, чтобы добраться до этого лагеря, это ожидание привело бы к перерасходу продовольствия, его прибытие не дало бы никакого существенного преимущества, а кроме того, французы за это время могли бы усилить форт. Некоторые офицеры утверждали, что в форте явно очень мало сил, раз французы не попытались остановить колонну там, где это возможно было бы сделать небольшим отрядом.
6 июля колонна начала марш около 6 часов утра, а в 10:00 пришли разведчики с донесением о ситуации в форте Дюкен. В 11:00 индейцы напали на арьергард колонны и убили одного солдата и одну женщину. Чуть позже случилась ещё одна перестрелка, в ходе которой по недоразумению был ранен сын Монакатусы. В тот вечер его похоронили с военными почестями, и капитан Орм вспоминал, что выраженное Брэддоком уважение к павшему произвело на индейцев сильно положительное впечатление. Между тем информация, доставленная разведчиками, не была достоверной. Они сообщили, что увидели около форта всего несколько человек. Их показания подтвердил Джист. Каким-то образом они не заметили несколько сотен индейцев, стоящих лагерем около форта. На следующий день произошла ещё одна странность. Колонна шла в основном по старой индейской тропе, которой пользовался ещё Вашингтон во время своей миссии в 1753 году, но 7 июля Брэддок решил свернуть вправо, вероятно, чтобы обойти трудный участок в устье реки Тёртл-Крик. Но в итоге колонна вышла к реке Брэнч-Крик около современного городка Лаример, где местность оказалась ещё более сложной. Было решено встать там лагерем, а потом вернуться по дороге назад, и попробовать выйти к форту через левый берег Мононгахилы. Задержка 7 июля серьёзно повлияла на исход экспедиции: если бы Брэддок вышел к форту 8 июля, он застал бы франко-индейские силы в беспорядке и дезорганизации.
8 июля колонна начала марш после 05:00, прошла по долине ручья Лонг-Ран и к 20:00 вышла к берегу реки Мононгахила, где встала лагерем. Проход по узкой долине, окружённой со всех сторон высокими холмами, требовал особых мер по охранению колонны, из-за чего пройденное в тот день расстояние было невелико. В этот вечер к Брэддоку присоединился Джордж Вашингтон. Он уже 26 июня выздоровел достаточно, чтобы ехать в повозке, и прибыл к Грейт-Кроссинг на реке Йокогейни. Здесь болезнь снова задержала его, но когда он узнал, что Брэддок вышел к Стюартс-Кроссинг, то решил, что тот совсем близко к форту Дюкен, дождался повозки, посланной с провизией вслед передовому отряду, и на ней стал нагонять отряд, чтобы успеть принять участие в штурме форта. В момент его прибытия Брэддок снова держал военный совет; он выбирал, стоит ли идти через Тёртл-Крик или лучше рискнуть два раза перейти Мононгахилу. Сенклер предлагал выслать к форту небольшой передовой отряд, то есть, сделать то, что сделает Джеймс Грант в 1758 году и будет наголову разбит. Это предложение не одобрили. Проводники высказались за двойную переправу через Мононгахилу, исходя из того, что уровень воды невысок и берега относительно ровные.
Наступление на форт было назначено на 9 июля. Полковник Гейдж должен был с отрядом в 400 человек и с двумя орудиями выступить до рассвета и занять позицию за второй переправой. Отряд Сенклера должен был в 04:00 начать подготовку дороги. В 05:00 основная колонна должна была начать марш.

## Тем временем в форте

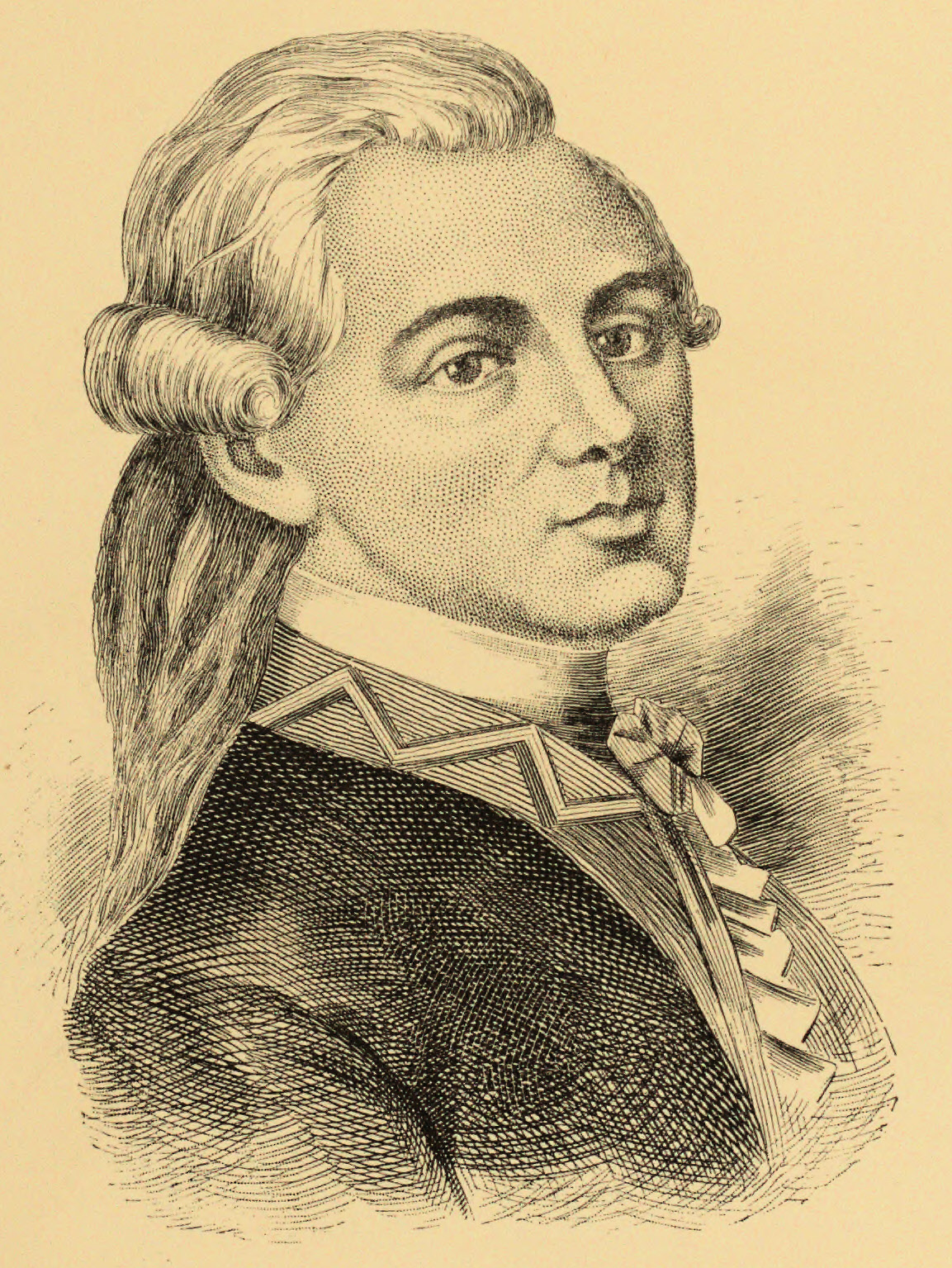
Даниель де Божё, командир французского гарнизона

Форт Дюкен находился на стрелке при слиянии рек Аллегейни и Мононгахила. Он имел четыре бастиона и был прикрыт водой с двух направлений, а с третьей стороны усилен равелинами. На бастионах были установлены несколько небольших орудий. Внутри форта находились казармы, склады и дома офицеров, и всё это было построено из брёвен и досок. Но в форте не было подземелий и за Мононгахилой имелась доминирующая высота. Фортом командовал Даниель де Божё, в распоряжении которого имелись несколько рот регулярной французской армии и отряды канадцев. За пределами форта стояли лагерем индейские союзники числом около 800 человек. Это были конавага-мохоки из Со-дю-Сен-Луи, абенаки из Сен-Франсуа и гуроны из Лоретта. Де Ланглад привёл (как считается) отряды оджибве и потаватоми. Также присутствовали шауни и минго из Огайо и племя оттава под командованием Понтиака.
Некоторые современные историки (такие как Трап и Престон) ставят под сомнение присутствие Ланглада в форте. Сам он впоследствии утверждал, что присутствовал и даже руководил нападением на англичан, и историки XIX века признавали это за факт, но его имя не упоминается ни в одном французском отчёте и не фигурирует ни в одном из офицерских списков, хотя он носил звание энсина. Странно и то, что Де Божё выбрал именно энсина для руководства нападением, несмотря на присутствие более опытных офицеров в более высоком звании. В распоряжении де Божё имелись ветераны с огромным опытом иррегулярной войны и опытом общения с индейцами, которые уже многие годы командовали индейскими отрядами в боях против англичан.
Индейцев было 600 или 700 человек. Историк Дэвид Престон писал, что сама концентрация такого количества индейцев со всех концов континента необычна: ни в одном сражении той войны они не участвовали в таком количестве. Французские отряды оказались по сути небольшим вспомогательным подразделением. Только прибытие этих индейских отрядов 2 июля сделало возможным оборону форта. Если бы они пришли позже, или если бы Брэддок прибыл на неделю раньше, форт было бы некому оборонять. Но если бы Брэддок серьёзно задержался, то французское командование не смогло бы прокормить такое количество людей долгое время.
О приближении англичан стало известно 6 июня, и в тот же день французы выслали разведчиков, которые вернулись 7 июня с новостями о том, что англичане совсем близко. 8 июня братья Норманвиль заметили англичан в шести лигах (около 15 км) от форта. Контрекёр, вероятно под влиянием Божё, решил выступить навстречу и устроить засаду на переправе через Мононгахилу или где-то в другом удобном месте. Божё изложил этот план индейцам, но те отказались со словами: «Отец наш, ты так хочешь умереть, что и нас тянешь за собой?». Ночью индейцы собрались на совет и по его итогу с утра снова отказали Божё. Тогда Божё сказал: «Я готов встретить англичан! Как! Неужели вы позволите вашему отцу уйти одному?». Многих воодушевили его слова и индейцы стали наносить боевую раскраску. К воротам форта подкатили бочки с порохом, кремнями и пулями, выбили крышки, и каждый воин взял столько, сколько ему требовалось. Сам Божё переоделся в индейскую одежду. Всего собралось 637 индейцев, 146 канадских ополченцев, 36 французских офицеров и 72 солдата регулярной армии. Контрекёр остался в форте с небольшим отрядом.
Первоначально Божё собирался встретить противника у брода, но по неизвестной причине изменил это решение. Выступив из форта в 08 часов утра, он прошёл 7 миль за полдня и за это время 300 индейцев покинули его. Когда он приблизился на милю к броду, англичане уже перешли его. Медлительность марша не позволила Божё устроить засаду прямо на переправе или у оврагов за переправой.

## Битва при Мононгахиле

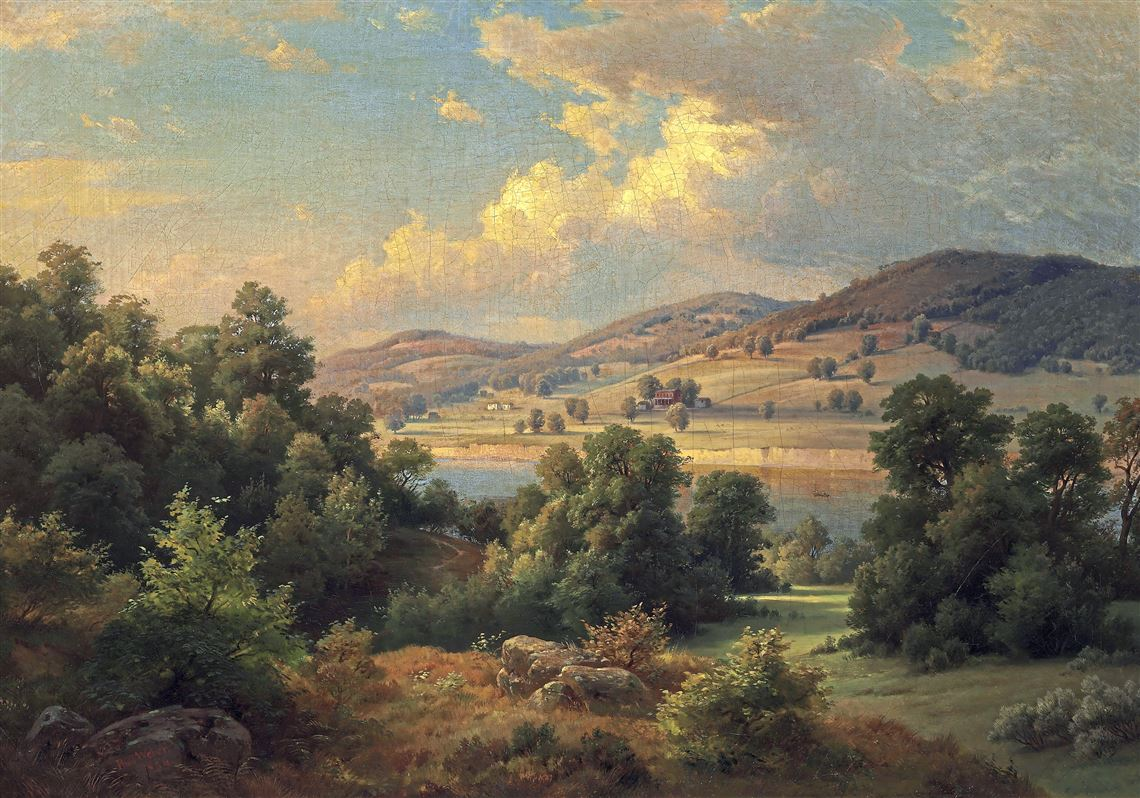
Поле боя при Мононгахиле на картине Пауля Вебера 1854 года

9 июля около 02:00 из лагеря вышел авангард колонны под командованием Томаса Гейджа. В 04:00 вслед за ним выступил отряд строителей под командованием Сенклера, а в 05:00 начала выдвижение основная колонна. Всего на форт наступало 1400 человек. Марш проходил беспрепятственно, в 08:00 основная колонна перешла первый брод через Мононгахилу. В 09:30 передовой отряд Гейджа перешёл второй брод около устья реки Тёртл-Крик. К этому моменту англичане были совершенно уверены, что французы не решатся на них напасть, как не решались во время всего марша. Брэддок рассчитывал пройти маршем ещё два часа, а затем основать лагерь, чтобы 10 июля начать осаду непосредственно форта.
Около 13:00 центральная колонна Божё атаковала передовой отряд Гейджа. Гренадёры Гейджа ответили точными мушкетными залпами, а затем на позицию выкатили два 6-фунтовых орудия, залпы которых сразу остановили французов и индейцев. Третьим залпом гренадёров был убит сам Де Божё. Англичане выиграли первую фазу боя, отбив атаку французов и обратив в бегство канадских ополченцев.
Однако, отбив первую атаку, англичане начали терять инициативу. 600 или 700 индейцев, развернувшись полумесяцем, открыли по британцам огонь с обоих флангов. Англичане оказались захвачены врасплох в маршевой колонне, а индейцы вели прицельный огонь из леса. Фланкирующие отряды англичан под давлением численного превосходства противника стали отходить к основной колонне. Строительный отряд Сенклера, набранный из вирджинцев, приготовился к бою, но быстро начал нести потери. Ранен был и сам Сенклер. Когда Брэддок узнал о нападении, он сформировал отряд из 500 человек и отправил его под командованием полковника Бёртона для усиление Гейджа и, вероятно, для захвата доминирующей высоты на правом фланге. Но армия начала терять порядок, и отряд Бёртона перемешался со строителями Сенклера и отступающими гренадёрами Гейджа.

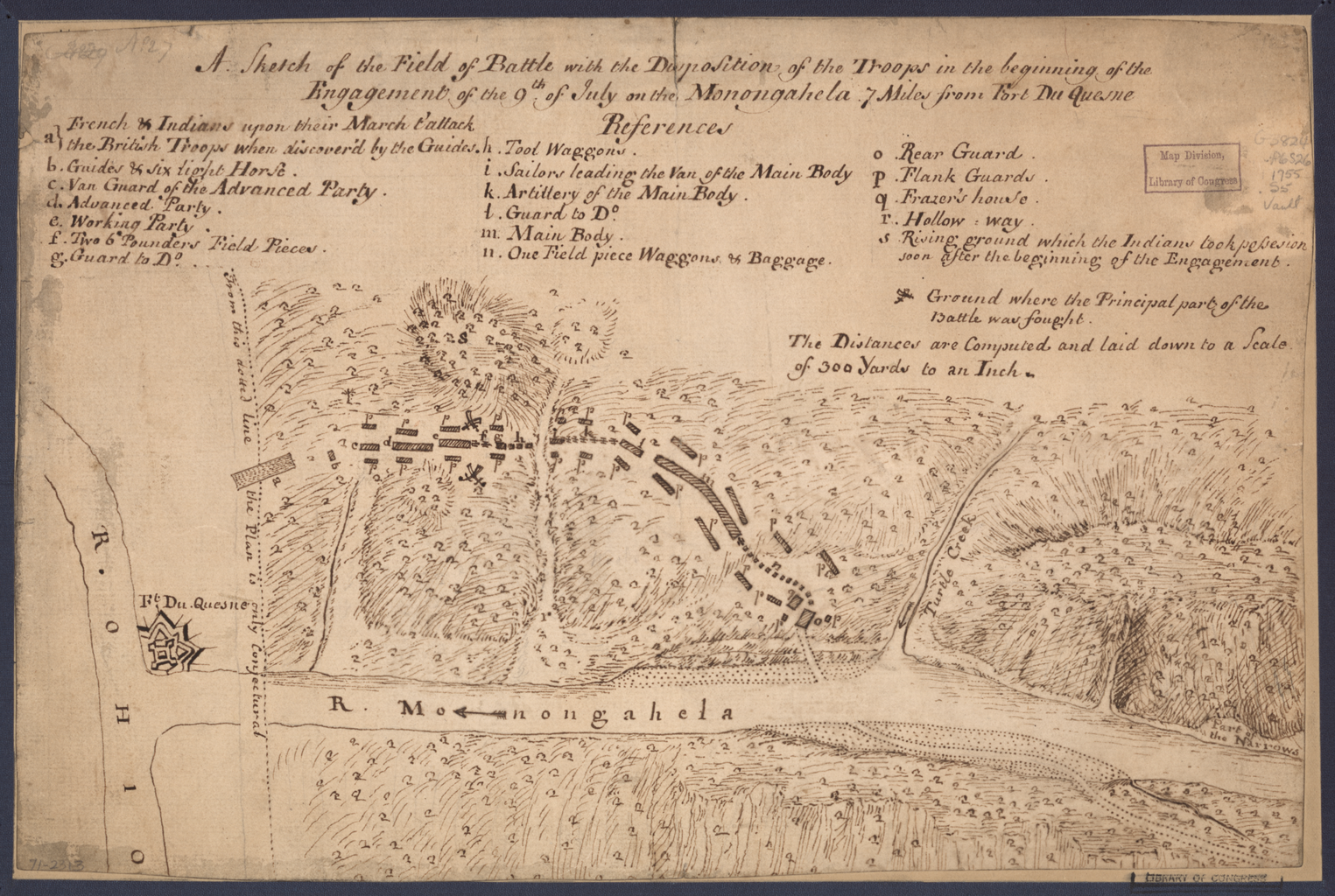
Карта сражения, выполненная в 1755 году

Вирджинские роты первые поняли бессмысленность нахождения на открытой местности и стали отступать под прикрытие деревьев, а некоторые пытались атаковать индейцев вверх по склону. Один раз вирджинскому отряду почти удалось подняться на высоту, но регулярные роты приняли их за индейцев и дали по ним залп, поэтому вирджинцам пришлось отойти назад. Вашингтон упрашивал Брэддока дать ему отряд вирджинцев и позволить атаковать индейцев в иррегулярном построении, но его предложение было принято слишком поздно.
Полковник Бёртон сумел собрать примерно 150 человек, построить их в боевую линию и повести в атаку вверх по склону, а другой отряд, под командованием неизвестного офицера, атаковал вперёд по дороге, чтобы отбить брошенные орудия. Индейцы отошли с фронта, но стали нападать с фланга. Когда Бёртон был ранен, его отряд заколебался и стал отходить назад к колонне. К 16:00 британская колонна осталась почти без офицеров, а все артиллеристы были перебиты. Под Брэддоком погибло 4 лошади, а когда он взял пятую, пуля попала ему в правую руку и повредила лёгкие. Было решено дать сигнал к отступлению. Брэддок надеялся, что колонна отступит в полном порядке, но индейцы приняли отступление англичан за бегство, вышли из укрытий и бросились в атаку. Эта атака окончательно надломила боевой дух англичан и они обратились в беспорядочное бегство. Гейдж пытался остановить их за переправой, а Вашингтон перед переправой, но их усилия ни к чему не привели. Они едва успели вынести раненого Брэддока за реку. Майор Спарк стал последним офицером, который покинул поле боя.
Французы не стали преследовать противника за рекой, но англичане отступали под действием страха. Многие понимали, что если индейцы проберутся ко второму броду, то смогут отрезать армию от тыла и уничтожить её. Брэддок велел Вашингтону отправиться в лагерь Данбара с приказом прислать отряд для прикрытия отступления и доставки продовольствия для солдат.

## Отступление в форт Камберленд
Колонна Томаса Данбара двигалась так медленно, что 10 июля находилась в 60 милях от лагеря, основанного Брэддоком в ночь на 9 июля, и лагерь Данбара находился на высотах хребта Чеснат-Ридж, в 8 милях от Плантации Джиста. Примерно в 09:30 в лагерь прибежали перепуганные вагонеры, которые рассказали о разгроме Брэддока, о гибели всей армии, Брэддока, Хэлкетта и Орма. Вскоре появился Джордж Вашингтон, который принёс более достоверные новости. Данбар приказал поднять всех по тревоге, но паника уже распространилась по его отряду, многие вагонеры и рядовые бежали в Пенсильванию.

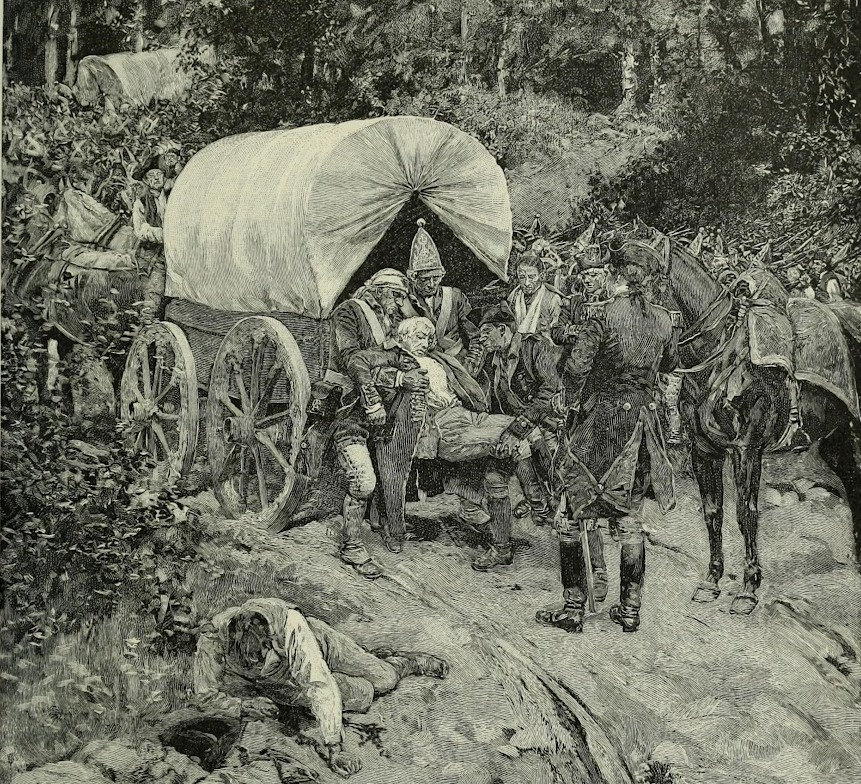
Смерть Брэддока. Гравюра по картине Говарда Пайла

Около 10:00 Брэддока доставили на носилках на Плантацию Джиста. Он решил создать в этом месте укреплённый лагерь, и велел Данбару привести туда свою колонну, но Данбар или не смог или не захотел сделать этого, ограничившись тем, что прислал продовольствие и медикаменты. Несмотря на ранение, Брэддок проявлял заботу о своих людях и 11 июля распорядился отправить продовольствие к переправе через Йокогейни, чтобы помочь отстающим. Известен как минимум один человек, которого спасли эти меры. В тот же день Брэддок и его люди поднялись на Чеснат-Ридж в лагерь Данбара. Здесь 12 июля он отдал приказ на отступление к форту Камберленд. Весь тот день ушёл на погрузку раненых в повозки. Так как повозок не хватало, пришлось уничтожить большое количество артиллерийского снаряжения и боеприпасов. Солдаты высыпали порох в ручей, раскалывали снаряды, и бросали в огонь всё ценное. По оценкам одного офицера, было уничтожено имущества на 300 000 фунтов (около 10 миллионов долларов в ценах 2010 года).
13 июля армия выступила из лагеря и почти сразу встретила обоз с мортирами, который нагонял колонну. Пришлось вырыть яму и закопать мортиры; так была уничтожена последняя артиллерия Брэддока. Сам Брэддок умер в тот же день около 20:00. «Нам надо подумать, как лучше справиться с ними в следующий раз», сказал он перед смертью. По воспоминаниям Орма, его последними словами были: «Кто мог предполагать…». Вашингтон распорядился похоронить генерала прямо на дороге, и армия прошла по могиле, чтобы скрыть всякие признаки её присутствия. 15 июля колонна перешла реку Йокогейни, и здесь Вашингтона отправили вперёд с отрядом из 70 легкораненых рядовых и офицеров. 17 июля он прибыл в форт Камберленд. Основная колонна пришла в форт 22 июля.
В форте знали о произошедшем от вагонеров ещё 11 июля, и полковник Иннес в тот же день отправил донесение губернатору Динвидди.

## Последствия
Они  поехали  на  север  по  дороге,   которую   проложила   для   себя экспедиционная армия, и с каждым шагом, приближавшим их  к  месту  сражения,
несчастья рокового дня представлялись все  более  ужасающими.  На  следующий день после поражения первая горстка  уцелевших  в  этой  злосчастной  битве,
разыгравшейся 9 июля, добралась до лагеря Дэнбара в пятидесяти милях от поля сражения. Туда же направились бедняга Гарри и его спутник, останавливая всех
встречных, расспрашивая, раздавая деньги и выслушивая от всех и каждого одну и ту же мрачную повесть: тысяча убитых... пало  две  трети  офицеров...  все
адъютанты генерала ранены. Ранены? Но  не  убиты?  Тот,  кто  оказывался  на земле, уже не поднимался. Томагавки не щадили никого.
Губернатор Динвидди не поверил первым новостям от 14 июля, но 24 июля он получил подробное письмо от Вашингтона, и только тогда осознал масштабы катастрофы. Более того, Вашингтон писал, что полковник Данбар собирается увести остатки армии на зимние квартиры. «Вы несомненно ошибаетесь, — ответил Динвидди, — полковник Данбар не должен уходить на зимние квартиры в середине лета, оставляя фронтир колонии Его Величества открытым вражеским вторжениям, нет! Он не такой человек, у меня о нём совершенно иное мнение». Он даже предложил немедленное контрнаступление силами колониального ополчения, но оказалось, что ополчению не хватает ни оружия, ни боеприпасов. Вирджиния оказалась беззащитной перед нападениями индейцев, а слухи о поражении Брэддока вполне могли привести к восстанию рабов.
26 июля Динвидди написал Данбару письмо с предложением контрнаступления, настаивая на том, что необходимо как можно быстрее смыть позор поражения. Но Данбар всё решил ещё 16 июля, когда написал губернатору Моррису, что уходит на зимние квартиры в соответствии с решением Брэддока. Он не объяснил, почему решил следовать приказам погибшего генерала, а не ждать новых приказов. Даже друзья полковника заметили, что он как будто не в себе с того момента, как ему перешло командование. Роберт Орм предполагал, что Данбар почувствовал себя независимым командиром и не желал никому подчиняться. 1 августа Данбар для видимости собрал военный совет, который признал, что наступление на форт невозможно, поэтому 2 августа Данбар покинул форт Камберленд и 6 августа встал лагерем около Уинчестера. В решении Данбара был смысл: армия понесла большие потери в офицерах, почти все ветераны погибли на Мононгахиле, и в полках остались в основном рекруты, набранные в колониях. Армия потеряла все припасы, повозки, и всю артиллерию, кроме четырёх 6-фунтовых орудий.
Решение Данбара об отступлении так возмутило общественность в Англии, что в ноябре 1755 года он был отозван, а впоследствии назначен генерал-губернатором Гибралтара. По этому поводу было замечено, что глупо доверять Гибралтар тому, кто не смог защитить форт Камберленд.
Известия о разгроме потрясли колонии. Уже в форте Камберленд офицеры стали записывать первые впечатления, и в конце июля и начале августа в газетах колоний появились первые описания сражения. 23 августа официальные отчёты (письма Орма и Вашингтона) были доставлены в Лондон. Разгром называли самым скандальным и позорным за всю историю (тогда считалось, что 300 французов победили 1300 англичан), и многие видели причину в небоеспособности «ирландских полков». Ходили слухи, что 44-й и 48-й были теми самыми полками, что бежали при Престонпансе и Фалкирке. Шквал критики за неудачный выбор полков и командира обрушился на премьер-министра, герцога Ньюкасла, и это стало одной из причин падения его правительства в 1756 году. Лорд Камберленд по какой-то причине критики избежал.

### Потери
Победа франко-индейского отряда досталась им на удивление малой ценой. В сражении на Мононгахиле они потеряли убитыми и ранеными менее 50 человек. Потери убитыми в разных источниках варьируются от 11 до 33 человек, и по наиболее достоверным версиям составляли от 27 до 33 убитыми и от 20 до 29 ранеными. Наиболее подробный отчёт упоминает убитыми 15 индейцев, 2 морских пехотинцев, 3 ополченцев и 3 офицеров, а ранеными 4 офицеров, 2 морских пехотинцев и 12 индейцев. Тело убитого Де Божё было найдено, отвезено на каноэ в форт и захоронено там. Раненые лейтенант Каркевиль и энсин Ла Пераде смогли добраться до форта, где скончались вскоре после этого. Некоторые погибшие были похоронены прямо на поле боя.
Британская армия потеряла почти две трети своего состава, что необычно для такого рода конфликтов. Из 85 офицеров было убито 27 и ранено 33 человека. 44-й полк потерял командира (Хэлкетта), 6 офицеров убитыми и 9 ранеными (из 24-х). 48-й полк потерял 6 убитыми и 12 ранеными из 25 офицеров. Потери в рядовых оценить сложнее. В нашем распоряжении есть данные о численности от 8 июня и 25 июля. Например, 44-й полк насчитывал 858 человек 8 июня и 668 человек 25 июля, сократившись на 190 человек, хотя в это число могут входить дезертиры. 48-й сократился с 773 человек до 605, потеряв 168 человек. 25 июля в госпиталях форта Камберленд содержались 295 человек раненых и 143 человека больных. По записям инженера Патрика Макеллара вся армия Брэддока 9 июля насчитывала 1469 человек, из них 457 человек было убито, 519 ранено. Рапорт Роберта Орма называет немного иные цифры: 63 офицера и 714 рядовых убито и ранено из 1100. Другой анонимный отчёт называет 60 офицеров и 713 рядовых убитыми и ранеными, но из общего количества в 1341 человек. Вероятно, в общую численность некоторые включают гражданских лиц и вагонеров.
Помимо живой силы, англичане потеряли огромное количество военного имущества и снаряжения. На поле боя французы собрали 175 ядер для 12-фунтовых орудий, 192 снаряда для гаубиц, 17 бочонков пороха, 19 740 мушкетных патронов и несколько сотен мушкетов, 6000 ружейных кремней, а также телеги, повозки, множество топоров, лопат, пик и прочего инструмента. На транспортировку захваченного у французов ушёл весь июль, и добычи было так много, что Контрекёр приказал построить специальное здание для хранения. В середине июля английские дезертиры рассказали о брошенном лагере Данбара. Контрекёр немедленно послал туда отряд, который нашёл и вывез 8 мортир, которые были закопаны англичанами при эвакуации.
Важнейшей добычей французов в том бою стали штабные бумаги Брэддока, из которых французам стали известны планы британского правительства, что во многом повлияло на формальное объявление войны Англии в 1756 году. В августе бумаги были доставлены в Квебек, там переведены и отправлены в Париж. Это были инструкции короля, герцога Камберленда и всех ведущих английских министров, которые доказывали, что во время мирных переговоров английское правительство готовило агрессию против Франции. Эти документы были опубликованы с припиской: «Таковы факты. Англия не сможет их отрицать. Пусть Европа рассудит». В декабре Людовик XV отправил английскому королю меморандум со словами: «Невозможно понять, как ваши заверения о мире сочетаются с приказами начать боевые действия в ноябре 1754 генералу Брэддоку и в апреле 1755 адмиралу Боскауэну». Эти бумаги также раскрыли переговоры англичан с индейцами, что помогло французам в их дипломатической работе.

### Историческое значение
Разгром Брэддока стал беспрецедентной катастрофой в истории английского военного дела. Он стал кульминацией Семилетней войны в Америке, и заставил Британию принимать меры по совершенствованию своей тактики и стратегии. Экспедиция стала ценным боевым опытом для англичан и американцев, который пригодился им впоследствии в годы Войны за независимость США. Сражение на Мононгахиле стало первым сражением большой коалиции индейских племён, и впоследствии они всё чаще действовали совместно, а во время восстания Понтиака примерно так же самая коалиция начала боевые действия против Великобритании. Можно предполагать, что многие участники войны с Брэддоком впоследствии стали участниками и лидерами восстания Понтиака.
Победа над Брэддоком стала самым крупным успехом франко-канадцев в ходе войны. Она доказала эффективность французской политики на континенте, к ней привела грамотная дипломатия, умелый контроль над водными путями, боевой опыт французских офицеров и правильное применение практики иррегулярной войны. Рон Чернов писал, что война, возможно, была бы выиграна Францией, если бы французы точно так же действовали и дальше. Но эта же победа стала и причиной поражения Франции; она породила в англичанах дух реванша и намерение добиваться победы любой ценой.
События экспедиции оказали большое влияние на формирование американской идентичности. Бенджамин Франклин писал, что разгром Брэддока поколебал веру американцев в могущество Британии. Колонисты начали всё больше чувствовать себя американцами, хотя и подданными английского короля. Ни одно другое сражение не породило в Америке столько дискуссий о своей идентичности. Слово «американцы» стало звучать всё чаще. Американцы стали сравнивать неудачи британской армии с собственными победами над французами (например, взятие Луисберга в 1745 году), и в их среде стал формироваться свой взгляд на ход событий. Стало популярно мнение, что именно американские подразделения спасли британцев от уничтожения после Мононгахилы.
Разгром Брэддока стали вспоминать в годы обострения отношений колонистов с британскими властями в 1770-х годах. В памфлете 1774 года Чарльз Ли писал, что колонисты смогут победить британцев, как уже однажды был побеждён Брэддок. Когда в 1775 году британцы были разбиты в сражении при Лексингтоне и Конкорде, то это поражение многим напомнило разгром Брэддока и оживило миф о непобедимости американских иррегулярных войск. Когда в марте 1776 года англичане покинули Бостон, зрелище брошенного города напомнило генералу Вашингтону лагерь Данбара во время отступления Брэддока.
Историк Рон Чернов писал, что переоценка армией своих возможностей впоследствии неоднократно приводила к аналогичным катастрофам, таким как Разгром Сент-Клэра 1791 года, разгром Кастера при Литл-Бигхорне в 1876 году и Битва при Изандлване в 1879-м. Он так же видит некую аналогию со сражением при Гандамаке, когда был уничтожен 44-й пехотный полк, ведущий своё происхождение от 44-го полка полковника Хэлкетта.

### Память
Вероятно, в последние часы жизни Брэддок передал Вашингтону два пистолета и свой офицерский шарф. Эти предметы Вашингтон хранил в усадьбе Маунт-Вернон в память об экспедиции, а сейчас они находятся в собрании Смитсоновского института американской истории. Пистолет Брэддока представляет собой английский кремнёвый пистолет калибра .71 с гравировкой «Gabbitas» и «E. B.».
9 июля 1930 года, в 175-ю годовщину битвы при Мононгахиле, в населённом пункте Норт-Брэддок была открыта статуя полковника Вашингтона авторства Фрэнка Виттора, и в тот же день была выпущена памятная почтовая марка, смоделированная по образцу статуи.
У переправы Грейт-Кроссинг, где 24 июня Брэддок переходил реку Йокогейни, в 1912 году была установлена мемориальная доска.
Экспедиция Брэддока описывается в романе Уильяма Теккерея «Виргинцы».